# قاضمات
القاضمات أو المحكات (الاسم العلمي: Psocodea) وهي مجموعة تصنيفية من الحشرات تضم قمل القلف، وقمل الكتب والقمل الحقيقي. كانت سابقا تعتبر رتبة عليا، ولكن حاليا يعتبره علماء الحشرات بشكل عام رتبة. على الرغم من اختلاف شكل القمل بشكل كبير، لكن يعتقد أنها تطورت من داخل الرتبة السابقة «محكات الأجنحة»، التي تشمل على قمل القلف وقمل الكتب. تحتوي القاضمات على حوالي 11,000 نوع مقسمة بين سبع رتيبات.